# Anita Palmkvist
Anita Palmkvist, född 11 maj 1941 i Västerås, är läromedelsförfattare och före detta lågstadielärare och talpedagog.
Anita arbetade som lågstadielärare i Garphyttan, strax utanför Örebro, 1964-1986 då hon utbildade sig till tal- och specialpedagog. Under 1987-2004 arbetade hon som talpedagog inom Örebro kommun.
1996 skapade hon tillsammans med sin kollega Ann-Marie Bryntse läromedlet Trulle som riktar sig till förskoleklass. Efter Ann-Maries bortgång har hon även författat tillsammans med sin dotter, Lotta Fröjdfeldt. Läromedlet är tecknat av Anna Friberger.
2022 fick Anita Askersunds kulturpris.